# 專利藍V
專利藍V，也稱為Food Blue 5、Sulphan Blue、Acid Blue 3、L-Blau 3、C-Blau 20、Patentblau V、Sky Blue或C.I. 42051，是一種深藍色合成三苯甲烷染料，用作食用色素。作為食品添加劑，其E值為E131。它是[4-（α-（4-二乙基氨基苯基）-5-羥基-2,4-二磺基苯基亞甲基）-2,5-環己二烯-1-亞基]二乙基氫氧化銨內鹽的鈉鹽或鈣鹽。

## 用途
可用於染料，以及食品添加劑，主要用於糖果、果凍、以和各種甜品中。用很少的劑量即可達到染色效果，但受太陽暴曬容易褪色。
在醫學上，它被用於診斷淋巴疾病的試劑。

## 風險
在美國和澳大利亞，也有禁止這染料。原因是可能會導致敏感，如痕癢、皮膚發炎、噁心，嚴重者甚至休克。